# Розанн Вовчук
Розанн Вовчук (народилася 15 серпня 1945 р.) — колишній політик Манітоби, була міністром кабінету в урядах Нової демократичної партії прем'єр-міністрів Гері Доера та Грега Селінджера.
Дочка канадських українців Вільяма Харап'яка та Мері Филипчук, вона народилася як Розанн Харап'як у Коуені, Манітоба. Вона навчалася в учительському коледжі Манітоби, а потім працювала вчителем і фермером. У 1968 році вийшла заміж за українця Сильвестора Вовчука. З 1983 по 1990 рік вона працювала муніципальним радником і заступником начальника у північній громаді Суон-Рівер. Її брати, Леонард і Гаррі Харап'як, були міністрами НДП у 1980-х роках.
Вовчук була вперше обрана до законодавчого органу Манітоби на провінційних виборах 1990 року, перемігши діючого прогресивного консерватора Паркера Баррелла у їзді по Суон-Рівер. Вона була переобрана на виборах 1995 року, перемігши кандидата від Торі Фреда Бетчера лише з 36 голосами. Також у 1995 році Вовчук підтримала кампанію Лорна Ністрома, щоб стати лідером федеральної Нової демократичної партії.
Провівши дев'ять років як опозиційний MLA, Вовчук перейшла до урядових лавок у 1999 році після того, як НДП Гері Доера здобула більшість у парламенті. Вона була призначена міністром сільського господарства та продовольства 5 жовтня 1999 року і обіймала цей портфель протягом усього першого терміну уряду Доера. У 2003 році вона підтримала кампанію Білла Блейкі, щоб стати лідером федеральної НДП.
Вовчук була легко переобрана на провінційних виборах 2003 року, а через три дні була призначена віце-прем'єром. Зберігши портфель сільського господарства, 25 червня вона отримала міністерську відповідальність за міжурядові справи та кооперативний розвиток. 4 листопада назву її міністерства змінили на «Сільське господарство, продовольство та сільські ініціативи» та її було звільнено від обов'язків у міжурядових справах.
У 2004 році вона відхилила запит від виробників великої рогатої худоби Манітоби про те, щоб усі тварини, забиті на запропонованому заводі у Вінніпезі, були перевірені на BSE.
Вовчук також була призначена виконуючим обов'язки міністра міжурядових справ і торгівлі 18 травня 2004 року після відставки Мері Енн Мігичук. На цій посаді вона була до 22 жовтня 2004 року.
Вовчук була переобрана на провінційних виборах 2007 року. 4 липня 2011 року вона оголосила, що не буде балотуватися на наступних провінційних виборах.
Вовчук не пов'язана з поточним депутатом від Swan River Ріком Вовчуком, незважаючи на те, що вони мають одне прізвище.